# Coryphantha octacantha
Coryphantha octacantha ist eine Pflanzenart in der Gattung Coryphantha aus der Familie der Kakteengewächse (Cactaceae). Das Artepitheton octacantha leitet sich von den griechischen Worten okto für ‚acht‘ sowie akanthos für ‚Stachel‘ bzw. ‚Dorn‘ ab und verweist auf die Anzahl der Randdornen der Art.

## Beschreibung
Coryphantha octacantha wächst einzeln oder bildet Gruppen. Die länglichen bis kurz zylindrischen, olivgrünen Triebe erreichen bei Durchmessern von bis zu 10 Zentimetern Wuchshöhen von bis zu 30 Zentimeter und mehr. Die vierkantigen, bis zu 30 Millimeter langen Warzen sind konisch und locker angeordnet. Die Axillen tragen weiße Wolle und ein bis zwei rote Nektardrüsen. Die ein bis zwei bräunlichen Mitteldornen sind kräftig, gerade, abstehend und bis zu 2 Zentimeter lang. Die sieben bis acht gelblichen Randdornen besitzen eine dunklere Spitze. Sie sind dünn, steif und gerade und weisen Längen von bis zu 1,5 Zentimeter auf.
Die zitronengelben Blüten erreichen Durchmesser von 4 bis 6 Zentimeter. Die länglichen Früchte sind bis zu 2,5 Zentimeter lang.

## Verbreitung, Systematik und Gefährdung
Coryphantha octacantha ist in den mexikanischen Bundesstaaten Hidalgo, Querétaro,  San Luis Potosí und Tamaulipas auf kalkigen Schwemmböden verbreitet.
Die Erstbeschreibung als Mammillaria octacantha durch Augustin-Pyrame de Candolle wurde 1828 veröffentlicht. Nathaniel Lord Britton und Joseph Nelson Rose stellten die Art 1923 in die Gattung Coryphantha. Ein nomenklatorisches Synonym ist Cactus octacanthus (DC.) Kuntze (1891). Der Art sind zahlreiche Arten als Synonym zugeordnet.
Coryphantha octacantha wird in der Roten Liste gefährdeter Arten der IUCN als „Least Concern (LC)“, d. h. nicht gefährdet, eingestuft.

## Nachweise